# Красноармійський (Панкрушихинський район)
Кра́сноармі́йський (рос. Красноармейский) — селище у складі Панкрушихинського району Алтайського краю, Росія. Входить до складу Зятьковської сільської ради.

## Населення
Населення — 154 особи (2010; 210 у 2002).
Національний склад (станом на 2002 рік):
- росіяни — 94 %